# Operation Onboard
1941

Versenkung der Force Z 
1942

C –
Ironclad 
1944

Diplomat –
Cockpit –
Transom –
Councillor –
Pedal –
Crimson –
Banquet –
Light –
Millet –
Outflank –

ab 22. Nov. als British Pacific Fleet Robson 
1945

Lentil –
Meridian –
Suffice –
Stacey –
Transport –
Onboard –
Penzance –
Passbook –
Sunfish –
Bishop –
Dukedom –
Mitre –
Irregular –
Balsam –
Bedlam Green –
Collie –
Livery –
Jurist –
Tiderace
Die Operation Onboard war eine Unternehmung der britischen Eastern Fleet (East Indies Station) unter dem Kommando von Vizeadmiral Sir Arthur Power während des Pazifikkriegs im Zweiten Weltkrieg. Dabei sollte jedes japanische Schiff aufgespürt und zerstört werden. das zur Verstärkung, Versorgung oder Evakuierung der Garnison der von Japan besetzten Inselgruppe der Andamanen verwendet werden könnte.
Dazu wurde die Force 70 mit der 26. Zerstörer-Flottille unter dem Kommando von Captain Manley L. Power mit den Zerstörern Vigilant, Volage, Virago und Saumarez zusammengestellt. Am 26. März 1945 stach sie von Akyab in Burma in See und fuhr durch den Nordkanal von Preparis in die Andamanensee ein.
Am 26. März sichtete die Force 70 einen japanischen Konvoi, der aus zwei Handelsschiffen bestand, die von zwei U-Boot-Jägern eskortiert wurden. Die Schiffe beförderten Lebensmittel, die für Port Blair bestimmt waren.
Die Zerstörer eröffneten kurz vor 11.00 Uhr das Feuer und beschossen die Schiffe mit acht Torpedos, von denen keiner traf. Die Risui Maru wurde durch den Beschuss der Zerstörer gestoppt und von einer Liberator der Royal Air Force (No. 222 Group RAF), die sich dem Angriff anschloss, versenkt. 21 Besatzungsmitglieder starben. Bei diesem Angriff streifte der Bomber unglücklicherweise den Mast des Handelsschiffs und stürzte ab. Zwei Überlebende konnten gerettet werden.
Das zweite Handelsschiff, die 400 Tonnen schwere Teshio Maru, wurde durch Schüsse versenkt. Elf Besatzungsmitglieder und elf Passagiere starben bei dem Angriff.
Aus großer Entfernung eröffneten die Vigilant und Virago das Feuer auf die beiden japanischen U-Boot-Jäger CH-63 und CH-34. Die Vigilant schoss Granaten und feuerte acht Torpedos auf die beiden Schiffe, von denen einer die CH-63 traf und versenkte. Die CH-34 sank anschließend im Beschuss der beiden britischen Zerstörer. Fünf japanische Offiziere, 45 Männer und sieben Frauen wurden gefangen genommen.
Die Zerstörer der Force 70 erlitten durch Gegenfeuer nur oberflächliche Schäden. Sie kehrten am 29. März nach Trincomalee zurück.
Dass die Zerstörer mehr als 18 Torpedos während des Kampfes verfeuert hatten, wurde später stark kritisiert.